# Mount Dutton
Sopka Mount Dutton je 1506 metrů vysoký stratovulkán v Aleutském pohoří v americkém státě Aljaška, v jižní části Aljašského poloostrova. Jiné zdroje uvádí nadmořskou výšku 1465 nebo 1473 metrů.

## Geologická aktivita
Dutton je silně zaledněný vulkán. Je tvořen řadou lávových dómů. V historii sopky je zaznamenána nejméně jedna lavina, která odstranila proudy andezitické lávy a několik sopečných dómů z úbočí sopky a rychle a kaskádovitě tekla směrem na západ a jih k Belkofski Bay.
V letech 1984 a 1985 proběhla v blízkosti sopky série zemětřesných rojů. Další roj proběhl v létě roku 1988.

### Externí odkazy

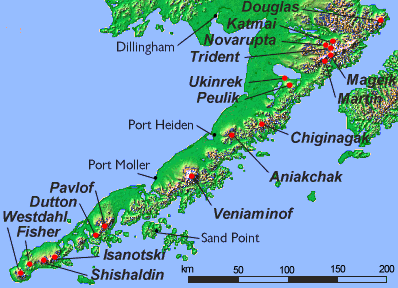
Mapa polohy sopek na aljašském poloostrově